# Tour de Ski 2024-2025
Navigation
Édition précédente Édition suivante
La 19e édition du Tour de Ski se déroule du 28 décembre 2024 au 5 janvier 2025. Cette compétition, intégrée à la coupe du monde 2024-2025, est organisée par la Fédération internationale de ski. L'épreuve comprend sept étapes constituant un parcours entamé à Toblach et à Val di Fiemme en Italie.
Les tenants du titre sont le Norvégien Harald Østberg Amundsen chez les hommes et l'Américaine Jessica Diggins chez les femmes.

## Contexte
Trois principaux classements individuels sont disputés sur le Tour de Ski 2024-25, ainsi qu'une compétition par équipe. Le plus important est le classement général, calculé en additionnant les temps d'arrivée de chaque skieur sur chaque étape. Des bonifications (temps soustrait) sont accordées lors des deux étapes de sprint, où les vainqueurs se voient attribuer 60 secondes de bonification. Le skieur ayant réalisé le temps cumulé le plus bas sera le vainqueur du Tour de Ski. Pour la deuxième fois dans l'histoire du Tour, le skieur en tête du classement général portera un dossard doré.
| Classement | Classement | 1  | 2  | 3  | 4  | 5  | 6  | 7  | 8  | 9  | 10 | 11 | 12 | 13–15 | 16–20 | 21–25 | 26–30 |
| ---------- | ---------- | -- | -- | -- | -- | -- | -- | -- | -- | -- | -- | -- | -- | ----- | ----- | ----- | ----- |
| Sprint     | Sprint     | 60 | 54 | 48 | 46 | 44 | 42 | 32 | 30 | 28 | 26 | 24 | 22 | 10    | 8     | 6     | 4     |

La deuxième compétition sera le classement des sprints. Les skieurs qui obtiennent le plus grand nombre de points pendant le Tour remportent le classement des sprints. Les points disponibles pour chaque arrivée d'étape sont déterminés par le type d'étape. Le leader est identifié par un dossard argenté.
| Type                 | Type                  | 1  | 2  | 3  | 4  | 5  | 6  | 7 | 8 | 9 | 10 |
| -------------------- | --------------------- | -- | -- | -- | -- | -- | -- | - | - | - | -- |
| Final                | Sprint                | 30 | 24 | 20 | 16 | 12 | 10 | 8 | 6 | 4 | 2  |
| Sprint intermédiaire | Départ par intervalle | 15 | 12 | 10 | 8  | 6  | 5  | 4 | 3 | 2 | 1  |
| Sprint intermédiaire | Départ en ligne       | 15 | 12 | 10 | 8  | 6  | 5  | 4 | 3 | 2 | 1  |

La troisième compétition est la nouvelle compétition appelée classement des grimpeurs. Les skieurs qui obtiennent le plus grand nombre de points au sommet des collines pendant le Tour gagnent le classement des grimpeurs. Les points disponibles pour chaque arrivée d'étape sont déterminés par le type d'étape. Le leader est identifié par un dossard violet.
| Type                 | Type                       | 1  | 2  | 3  | 4  | 5  | 6  | 7  | 8  | 9 | 10 |
| -------------------- | -------------------------- | -- | -- | -- | -- | -- | -- | -- | -- | - | -- |
| Final                | Étape 7 (Ascension finale) | 45 | 35 | 30 | 26 | 22 | 18 | 14 | 10 | 6 | 3  |
| Sprint intermédiaire | Départ par intervalle      | 30 | 24 | 20 | 16 | 12 | 10 | 8  | 6  | 4 | 2  |
| Sprint intermédiaire | Départ en ligne            | 5  | 4  | 3  | 2  | 1  |    |    |    |   |    |

La dernière compétition est une compétition par équipe. Elle est calculée à partir des temps d'arrivée des deux meilleurs skieurs des deux sexes par équipe sur chaque étape ; l'équipe en tête est celle qui a le temps cumulé le plus bas.

## Calendrier
| Étape | Lieu          | Date             | Épreuves                                         | Distance | Distance | Heures de départ | Heures de départ |
| Étape | Lieu          | Date             | Épreuves                                         | Femmes   | Hommes   | Femmes           | Hommes           |
| ----- | ------------- | ---------------- | ------------------------------------------------ | -------- | -------- | ---------------- | ---------------- |
| 1     | Toblach       | 28 décembre 2024 | Sprint - Style Libre                             | 1,4 km   | 1,4 km   | 14 h 30          | 14 h 30          |
| 2     | Toblach       | 29 décembre 2024 | Départ en ligne - Style Classique                | 15 km    | 15 km    | 12 h 30          | 14 h 45          |
| 3     | Toblach       | 31 décembre 2024 | Départ par intervalle - Style Libre              | 20 km    | 20 km    | 14 h 45          | 11 h 30          |
| 4     | Toblach       | 1er janvier 2025 | Poursuite - Style Classique                      | 15 km    | 15 km    | 12 h 30          | 10 h 30          |
| 5     | Val di Fiemme | 3 janvier 2025   | Sprint - Style Classique                         | 1,3 km   | 1,3 km   | 14 h 45          | 14 h 45          |
| 6     | Val di Fiemme | 4 janvier 2025   | Départ en ligne - Skiathlon                      | 20 km    | 20 km    | 15 h 30          | 11 h 00          |
| 7     | Val di Fiemme | 5 janvier 2025   | Ascension finale : Départ en ligne - Style Libre | 10 km    | 10 km    | 15 h 30          | 14 h 15          |

## Classements

### Classement général
| Pos | Nom                    | Temps     |
| --- | ---------------------- | --------- |
| 1   | Johannes Høsflot Klæbo | 3:24:17.3 |
| 2   | Mika Vermeulen         | +1:23.1   |
| 3   | Hugo Lapalus           | +1:43.7   |
| 4   | Federico Pellegrino    | +2:13.3   |
| 5   | Håvard Moseby          | +2:27.2   |
| 6   | Friedrich Moch         | +2:33.0   |
| 7   | Erik Valnes            | +2:49.2   |
| 8   | Mathis Desloges        | +2:54.0   |
| 9   | Edvin Anger            | +2:57.6   |
| 10  | Jan Thomas Jenssen     | +3:07.5   |

| Pos | Nom                      | Temps     |
| --- | ------------------------ | --------- |
| 1   | Therese Johaug           | 3:46:59.0 |
| 2   | Astrid Øyre Slind        | +47.5     |
| 3   | Jessie Diggins           | +2:41.3   |
| 4   | Kerttu Niskanen          | +3:21.9   |
| 5   | Heidi Weng               | +4:07.0   |
| 6   | Ebba Andersson           | +4:56.4   |
| 7   | Teresa Stadlober         | +5:03.0   |
| 8   | Victoria Carl            | +7:02.0   |
| 9   | Krista Pärmäkoski        | +7:03.9   |
| 10  | Kristin Austgulen Fosnæs | +7:19.8   |

### Classement des sprints
| Pos | Nom                    | Points |
| --- | ---------------------- | ------ |
| 1   | Johannes Høsflot Klæbo | 94     |
| 2   | Edvin Anger            | 48     |
| 3   | Janik Riebli           | 45     |
| 4   | Federico Pellegrino    | 41     |
| 5   | Erik Valnes            | 34     |
| 6   | Marcus Grate           | 20     |
| 7   | Ben Ogden              | 20     |
| 8   | Håvard Moseby          | 16     |
| 9   | Lauri Vuorinen         | 16     |
| 10  | Mika Vermeulen         | 12     |

| Pos | Nom               | Points |
| --- | ----------------- | ------ |
| 1   | Nadine Fähndrich  | 80     |
| 2   | Jasmi Joensuu     | 62     |
| 3   | Jessie Diggins    | 51     |
| 4   | Heidi Weng        | 41     |
| 5   | Therese Johaug    | 39     |
| 6   | Kerttu Niskanen   | 27     |
| 7   | Astrid Øyre Slind | 26     |
| 8   | Krista Pärmäkoski | 25     |
| 9   | Linn Svahn        | 24     |
| 10  | Laura Gimmler     | 24     |

### Classement des montées
| Pos | Nom                     | Points |
| --- | ----------------------- | ------ |
| 1   | Hugo Lapalus            | 69     |
| 2   | Simen Hegstad Krüger    | 65     |
| 3   | Mika Vermeulen          | 64     |
| 4   | Friedrich Moch          | 39     |
| 5   | Andrew Musgrave         | 26     |
| 6   | Irineu Esteve Altimiras | 26     |
| 7   | Iver Tildheim Andersen  | 22     |
| 8   | Johannes Høsflot Klæbo  | 18     |
| 9   | Federico Pellegrino     | 18     |
| 10  | Andreas Fjorden Ree     | 17     |

| Pos | Nom               | Points |
| --- | ----------------- | ------ |
| 1   | Therese Johaug    | 114    |
| 2   | Astrid Øyre Slind | 66     |
| 3   | Kerttu Niskanen   | 46     |
| 4   | Heidi Weng        | 42     |
| 5   | Ebba Andersson    | 42     |
| 6   | Jessie Diggins    | 38     |
| 7   | Nora Sanness      | 35     |
| 8   | Teresa Stadlober  | 23     |
| 9   | Victoria Carl     | 20     |
| 10  | Krista Pärmäkoski | 11     |

### Classement par équipes
| Pos | Pays       | Temps    |
| --- | ---------- | -------- |
| 1   | Norvège    | 14:17:43 |
| 2   | Suède      | +21:55   |
| 3   | Finlande   | +22:36   |
| 4   | États-Unis | +23:09   |
| 5   | Allemagne  | +31:22   |

## Détail des étapes

### Étape 1
28 décembre 2024, Toblach, Italie
- Les 30 sprinters qualifiés pour les 1/4 de finale bénéficient d'un bonus en secondes réparti comme suit :
  - Finale : 60–54–48–46–44–42
  - Demi-finale : 32–30–28–26–24–22
  - Quart de finale : 10–10–10–8–8–8–8–8–6–6–6–6–6–4–4–4–4–4

| Pos | Nom                    | Temps   | BS |
| --- | ---------------------- | ------- | -- |
| 1   | Johannes Høsflot Klæbo | 2:32.34 | 60 |
| 2   | Lucas Chanavat         | +0.42   | 54 |
| 3   | Janik Riebli           | +0.49   | 48 |
| 4   | Richard Jouve          | +7.10   | 46 |
| 5   | Valerio Grond          | +13.41  | 44 |
| 6   | Ben Ogden              | +13.52  | 42 |

| Pos | Nom                      | Temps   | BS |
| --- | ------------------------ | ------- | -- |
| 1   | Jessie Diggins           | 2:59.62 | 60 |
| 2   | Jasmi Joensuu            | +0.31   | 54 |
| 3   | Nadine Fähndrich         | +0.47   | 48 |
| 4   | Kristin Austgulen Fosnæs | +0.56   | 46 |
| 5   | Anja Weber               | +1.42   | 44 |
| 6   | Maja Dahlqvist           | +45.78  | 42 |

### Étape 2
29 décembre 2024, Toblach, Italie
| Pos | Nom                     | Temps   |
| --- | ----------------------- | ------- |
| 1   | Johannes Høsflot Klæbo  | 38:24.4 |
| 2   | Erik Valnes             | +0.6    |
| 3   | Håvard Moseby           | +1.2    |
| 4   | Martin Løwstrøm Nyenget | +2.1    |
| 5   | Edvin Anger             | +2.3    |
| 6   | Harald Østberg Amundsen | +3.3    |
| 7   | Gus Schumacher          | +3.4    |
| 8   | Federico Pellegrino     | +3.5    |
| 9   | Antoine Cyr             | +3.5    |
| 10  | William Poromaa         | +4.2    |

| Pos | Nom               | Temps   |
| --- | ----------------- | ------- |
| 1   | Jessie Diggins    | 42:23.6 |
| 2   | Kerttu Niskanen   | +0.5    |
| 3   | Astrid Øyre Slind | +0.7    |
| 4   | Heidi Weng        | +0.8    |
| 5   | Silje Theodorsen  | +2.2    |
| 6   | Therese Johaug    | +4.6    |
| 7   | Ebba Andersson    | +7.1    |
| 8   | Teresa Stadlober  | +23.7   |
| 9   | Linn Svahn        | +44.0   |
| 10  | Krista Pärmäkoski | +44.4   |

### Étape 3
31 décembre 2024, Toblach, Italie
| Pos | Nom                     | Temps   |
| --- | ----------------------- | ------- |
| 1   | Harald Østberg Amundsen | 44.05.3 |
| 2   | Simen Hegstad Krüger    | +21.2   |
| 3   | Andrew Musgrave         | +28.4   |
| 4   | Andreas Fjorden Ree     | +37.4   |
| 5   | Johannes Høsflot Klæbo  | +46.4   |
| 6   | Jan Thomas Jenssen      | +48.3   |
| 7   | Hugo Lapalus            | +50.5   |
| 8   | Mathis Desloges         | +53.4   |
| 9   | Ben Ogden               | +59.4   |
| 10  | Mika Vermeulen          | +59.6   |

| Pos | Nom                      | Temps   |
| --- | ------------------------ | ------- |
| 1   | Astrid Øyre Slind        | 48.54.9 |
| 2   | Therese Johaug           | +3.3    |
| 3   | Kerttu Niskanen          | +20.3   |
| 4   | Victoria Carl            | +27.8   |
| 4   | Katherine Stewart-Jones  | +27.8   |
| 6   | Jessie Diggins           | +36.3   |
| 7   | Heidi Weng               | +44.9   |
| 8   | Moa Ilar                 | +57.8   |
| 9   | Kristin Austgulen Fosnæs | +1:00.1 |
| 10  | Sophia Laukli            | +1:01.1 |

### Étape 4
1er janvier 2025, Toblach, Italie
- Les listes de départ de la poursuite sont basées sur les résultats de l'étape 3.
- Aucune seconde de bonification n'est accordée sur cette étape.

| Pos | Nom                     | Temps   |
| --- | ----------------------- | ------- |
| 1   | Harald Østberg Amundsen | 35:18.9 |
| 2   | Edvin Anger             | +2.5    |
| 3   | Johannes Høsflot Klæbo  | +5.3    |
| 4   | Hugo Lapalus            | +9.2    |
| 5   | Mika Vermeulen          | +9.5    |
| 6   | Simen Hegstad Krüger    | +12.8   |
| 7   | Jan Thomas Jenssen      | +20.2   |
| 8   | Mathis Desloges         | +21.1   |
| 9   | Friedrich Moch          | +22.1   |
| 10  | Andreas Fjorden Ree     | +22.4   |

| Pos | Nom                     | Temps   |
| --- | ----------------------- | ------- |
| 1   | Astrid Øyre Slind       | 38:39.9 |
| 2   | Therese Johaug          | +0.2    |
| 3   | Kerttu Niskanen         | +57.4   |
| 4   | Victoria Carl           | +1:36.6 |
| 5   | Heidi Weng              | +2:08.1 |
| 6   | Jessie Diggins          | +2:08.5 |
| 7   | Katherine Stewart-Jones | +2:09.3 |
| 8   | Jasmi Joensuu           | +2:49.2 |
| 9   | Moa Ilar                | +2:49.6 |
| 10  | Helene Marie Fossesholm | +2:50.0 |

### Étape 5
3 janvier 2025, Val di Fiemme, Italie
- Les 30 sprinters qualifiés pour les 1/4 de finale bénéficient d'un bonus en secondes réparti comme suit :
  - Finale : 60–54–48–46–44–42
  - Demi-finale : 32–30–28–26–24–22
  - Quart de finale : 10–10–10–8–8–8–8–8–6–6–6–6–6–4–4–4–4–4

| Pos | Nom                    | Temps   | BS |
| --- | ---------------------- | ------- | -- |
| 1   | Johannes Høsflot Klæbo | 2:35.45 | 60 |
| 2   | Even Northug           | +0.32   | 54 |
| 3   | Marcus Grate           | +0.64   | 48 |
| 4   | Federico Pellegrino    | +1.43   | 46 |
| 5   | Håvard Moseby          | +2.97   | 44 |
| 6   | Janik Riebli           | +17.76  | 42 |

| Pos | Nom              | Temps   | BS |
| --- | ---------------- | ------- | -- |
| 1   | Nadine Fähndrich | 2:57.63 | 60 |
| 2   | Linn Svahn       | +0.04   | 54 |
| 3   | Heidi Weng       | +0.53   | 48 |
| 4   | Jasmin Kähärä    | +0.82   | 46 |
| 5   | Laura Gimmler    | +1.03   | 44 |
| 6   | Lotta Udnes Weng | +1.97   | 42 |

### Étape 6
4 janvier 2025, Val di Fiemme, Italie
| Pos | Nom                    | Temps   |
| --- | ---------------------- | ------- |
| 1   | Johannes Høsflot Klæbo | 49:29.0 |
| 2   | Federico Pellegrino    | +2.4    |
| 3   | Jan Thomas Jenssen     | +3.9    |
| 4   | Håvard Moseby          | +4.6    |
| 5   | Mika Vermeulen         | +5.1    |
| 6   | Friedrich Moch         | +5.2    |
| 7   | Erik Valnes            | +7.1    |
| 8   | Hugo Lapalus           | +8.9    |
| 9   | Andreas Fjorden Ree    | +8.9    |
| 10  | Michal Novák           | +9.8    |

| Pos | Nom                      | Temps   |
| --- | ------------------------ | ------- |
| 1   | Therese Johaug           | 54:53.3 |
| 2   | Teresa Stadlober         | +30.6   |
| 3   | Astrid Øyre Slind        | +30.6   |
| 4   | Ebba Andersson           | +30.7   |
| 5   | Jessie Diggins           | +55.0   |
| 6   | Kerttu Niskanen          | +2:06.2 |
| 7   | Julia Kern               | +2:10.8 |
| 8   | Kristin Austgulen Fosnæs | +2:16.8 |
| 9   | Krista Pärmäkoski        | +2:19.3 |
| 10  | Heidi Weng               | +2:20.6 |

### Étape 7
5 janvier 2025, Val di Fiemme, Italie
| Pos | Nom                     | Temps   |
| --- | ----------------------- | ------- |
| 1   | Simen Hegstad Krüger    | 32:39.6 |
| 2   | Mika Vermeulen          | +7.8    |
| 3   | Friedrich Moch          | +10.7   |
| 4   | Hugo Lapalus            | +13.4   |
| 5   | Irineu Esteve Altimiras | +20.9   |
| 6   | Iver Tildheim Andersen  | +24.7   |
| 7   | Federico Pellegrino     | +31.0   |
| 8   | Jens Burman             | +34.9   |
| 9   | Naoto Baba              | +42.6   |
| 10  | Lorenzo Romano          | +47.0   |

| Pos | Nom                      | Temps   |
| --- | ------------------------ | ------- |
| 1   | Therese Johaug           | 35:59.0 |
| 2   | Astrid Øyre Slind        | +25.5   |
| 3   | Heidi Weng               | +28.0   |
| 4   | Nora Sanness             | +31.1   |
| 5   | Ebba Andersson           | +44.4   |
| 6   | Jessie Diggins           | +54.3   |
| 7   | Kerttu Niskanen          | +54.9   |
| 8   | Teresa Stadlober         | +1:18.0 |
| 9   | Kristin Austgulen Fosnæs | +1:25.8 |
| 10  | Krista Pärmäkoski        | +1:26.9 |

### Résultats officiels
1. ↑  (en) « 19TH TOUR DE SKI : Men's Overall Standing », sur fis-ski.com, 5 janvier 2025 (consulté le 10 janvier 2025).
2. ↑  (en) « 19TH TOUR DE SKI : Women's Overall Standing », sur fis-ski.com, 5 janvier 2025 (consulté le 10 janvier 2025).
3. ↑  (en) « 19TH TOUR DE SKI : Men's Sprint Standing », sur fis-ski.com, 5 janvier 2025 (consulté le 10 janvier 2025).
4. ↑  (en) « 19TH TOUR DE SKI : Women's Sprint Standing », sur fis-ski.com, 5 janvier 2025 (consulté le 10 janvier 2025).
5. ↑  (en) « 19TH TOUR DE SKI : Men's Climber Standing », sur fis-ski.com, 5 janvier 2025 (consulté le 10 janvier 2025).
6. ↑  (en) « 19TH TOUR DE SKI : Women's Climber Standing », sur fis-ski.com, 5 janvier 2025 (consulté le 10 janvier 2025).
7. ↑  (en) « 19TH TOUR DE SKI : Nation's Standing », sur fis-ski.com, 5 janvier 2025 (consulté le 11 janvier 2025).
8. ↑  (en) « Toblach (ITA) : Men's Sprint Free », sur fis-ski.com, 28 décembre 2024 (consulté le 1er janvier 2025).
9. ↑  (en) « Toblach (ITA) : Women's Sprint Free », sur fis-ski.com, 28 décembre 2024 (consulté le 1er janvier 2025).
10. ↑  (en) « Toblach (ITA) : Men's 15 km Mass Start Classic », sur fis-ski.com, 29 décembre 2024 (consulté le 1er janvier 2025).
11. ↑  (en) « Toblach (ITA) : Women's 15 km Mass Start Classic », sur fis-ski.com, 29 décembre 2024 (consulté le 1er janvier 2025).
12. ↑  (en) « Toblach (ITA) : Men's 20 km Interval Start Free », sur fis-ski.com, 31 décembre 2024 (consulté le 2 janvier 2025).
13. ↑  (en) « Toblach (ITA) : Women's 20 km Interval Start Free », sur fis-ski.com, 31 décembre 2024 (consulté le 2 janvier 2025).
14. ↑  (en) « Toblach (ITA) : Men's 15 km Pursuit Start Classic », sur fis-ski.com, 1er janvier 2025 (consulté le 2 janvier 2025).
15. ↑  (en) « Toblach (ITA) : Women's 15 km Pursuit Start Classic », sur fis-ski.com, 1er janvier 2025 (consulté le 2 janvier 2025).
16. ↑  (en) « Val di Fiemme (ITA) : Men's Sprint Classic », sur fis-ski.com, 3 janvier 2025 (consulté le 10 janvier 2025).
17. ↑  (en) « Val di Fiemme (ITA) : Women's Sprint Classic », sur fis-ski.com, 3 janvier 2025 (consulté le 10 janvier 2025).
18. ↑  (en) « Val di Fiemme (ITA) : Men's 20 km Skiathlon », sur fis-ski.com, 4 janvier 2025 (consulté le 10 janvier 2025).
19. ↑  (en) « Val di Fiemme (ITA) : Women's 20 km Skiathlon », sur fis-ski.com, 4 janvier 2025 (consulté le 10 janvier 2025).
20. ↑  (en) « Val di Fiemme (ITA) : Men's 10 km Mass Start Free », sur fis-ski.com, 5 janvier 2025 (consulté le 10 janvier 2025).
21. ↑  (en) « Val di Fiemme (ITA) : Women's 10 km Mass Start Free », sur fis-ski.com, 5 janvier 2025 (consulté le 10 janvier 2025).